# アルテ・マイスター絵画館

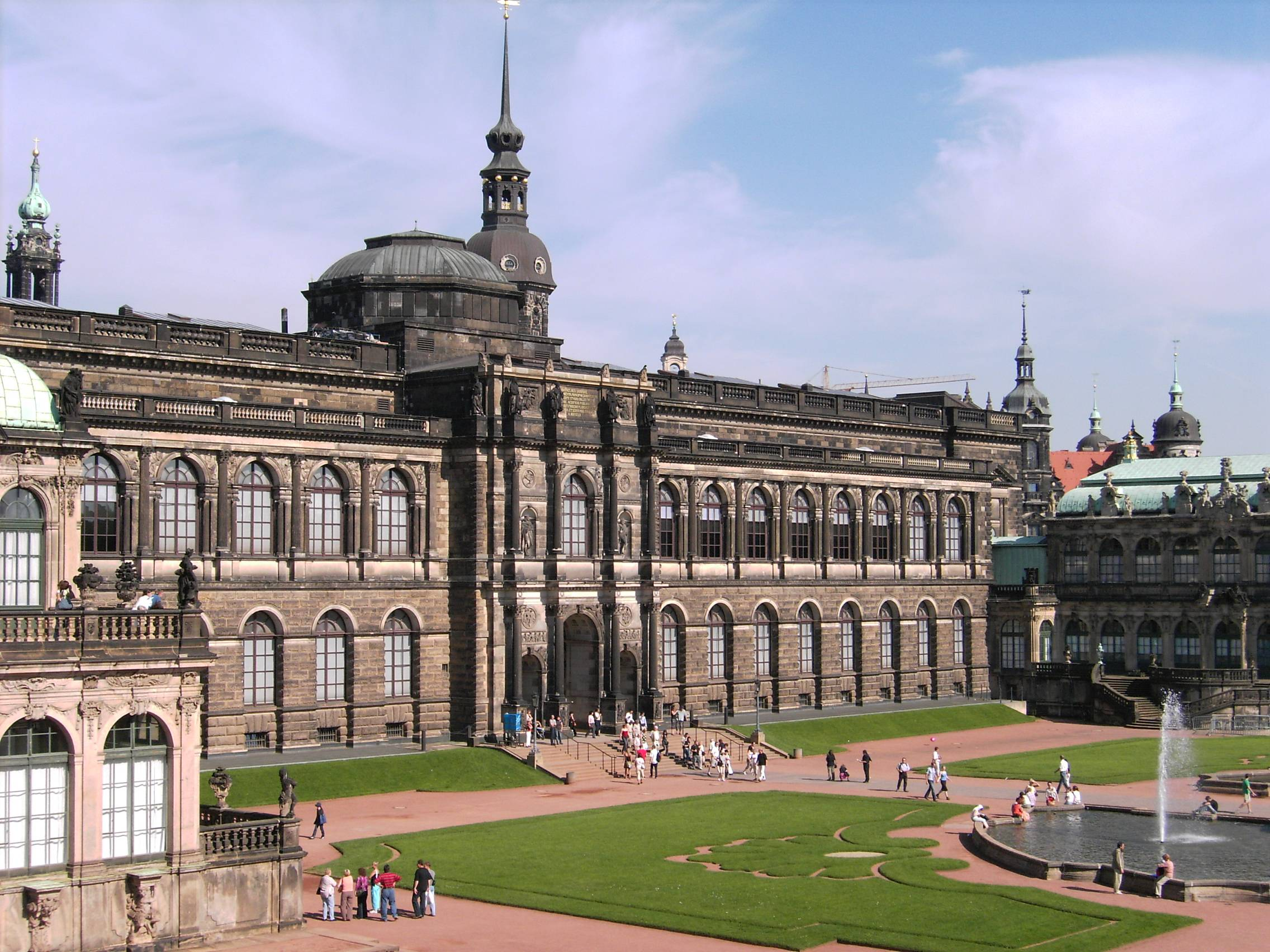
ツヴィンガー城の中庭から見たアルテ・マイスター絵画館

アルテ・マイスター絵画館（アルテ・マイスターかいがかん、独: Gemäldegalerie Alte Meister）とは、ドイツのドレスデンに位置する美術館。日本では「古典絵画館」、「古典美術館」といわれることもある。ドレスデン美術館を構成する12の美術館の一つで、ザクセン州が管理している。

## コレクション
アルテ･マイスター絵画館が所属する絵画群は15世紀から18世紀のものがほとんどで、特に17世紀のルネサンス期、バロック期のイタリア絵画、オランダ絵画、フランドル絵画が主要なコレクションとなっている。また、これらの他にもドイツ、フランス、スペインの著名な画家たち（アルテ・マイスター）の作品が所蔵されている。2008年には536,000人がこの美術館を訪れた。

## 歴史

### コレクション

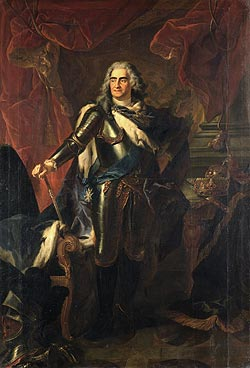
ザクセン選帝侯アウグスト1世, ルイ・デ シルヴェストル画（1718年）

絵画のコレクションは、16世紀にザクセン選帝侯が自身の「驚異の部屋」を設立したのが最初である。しかしながら絵画の重要度は低く、科学関連、絵画以外の芸術作品などのほうが、より積極的に収集されていた。絵画を系統立てて収集し始めたのは、ザクセン選帝侯アウグスト1世とその息子アウグスト2世である。
| 『黒いベレー帽を被り髭を生やした男の肖像』と『真珠で飾った帽子を被る男の肖像』 |  | 『黒いベレー帽を被り髭を生やした男の肖像』と『真珠で飾った帽子を被る男の肖像』 |
| 『黒いベレー帽を被り髭を生やした男の肖像』と『真珠で飾った帽子を被る男の肖像』 |  |                                                                                |

1720年代にポーランド王室から多くの絵画が不法にコレクションに加えられた。レンブラントの『黒いベレー帽を被り髭を生やした男の肖像 (1657年)』、『真珠で飾った帽子を被る男の肖像 (1667年)』もポーランドから不法に収奪された絵画で、もともとはワルシャワ王宮に所蔵されていたものである 。
1745年にはモデナ公フランチェスコ3世・デステの私有コレクションから、価値ある100枚の絵画が追加された。このような絵画コレクションの急速な増加によって、より大きなスペースが収蔵と展示のために必要となる。聖母教会の近くに、選帝侯居城（シュタールホーフ）が建造され、1747年からはそこで絵画が展示されるようになった。
このコレクションはヨーロッパでも価値あるものとして認められるようになり、イタリア、パリ、アムステルダム、プラハなどヨーロッパ各地から、絵画がコレクションに加えられている。特に1754年に加えられたラファエロ作の『システィーナの聖母（サン・シストの聖母）』は、コレクションの価値を増大させた。
第二次世界大戦で、それまで絵画が展示されていたギャラリーが1945年2月13日のドレスデン爆撃で深刻な被害を受けた。しかしながら絵画は別の場所に移管されており、ほとんどの絵画は無事だった。この模様は洞窟に隠されているのを赤軍が発見したと、ソ連・東ドイツ共同制作の映画『ドレスデンの五日間』に共産党のプロパガンダ風に描かれている。第二次世界大戦終了後、ドレスデンはソヴィエトの占領下となり、このときに多くの絵画がモスクワやキエフへと持ち去られた。これらの絵画は1955年、1956年にドイツ民主共和国（東ドイツ）へ返還されたが、多数の絵画が行方不明になり、中には破棄されてしまったものもある。再建工事の結果、1960年に美術館として再開館した。
現在、美術館は上記のラファエロの作品のほか、ジョルジョーネの『眠れるヴィーナス』を初めとするイタリア・ルネサンス絵画の代表的な作品の数々のみならず、フランドル、オランダ、ドイツ、フランス、スペイン絵画の傑作によっても世界的名声を博しており、質的にヨーロッパ有数の絵画館である。

### ギャラリー
1844年に建築家ゴットフリート・ゼンパーの設計をもとに、エルベ川近くのドレスデン中心部に建設された。ドレスデン出身の彫刻家エルンスト・リーチェル、エルンスト・ハーネルが前面の彫刻を手がけている。北正面は古典的なテーマで、南正面はキリスト教をテーマにしたモチーフで表現されている。扉は重厚な木製のもので、上部はキューピッドとプシュケが描かれた石のレリーフで飾られている。
ギャラリーは新古典主義様式の建物で、ギャラリーの南側はツヴィンガー宮殿の中庭に面しており、北側は同じくゼンパーが設計した歌劇場ゼンパー・オーパーに隣接している。ドレスデン城 (Dresden Castle)、カトリック旧宮廷教会 (Katholische Hofkirche) といった有名な建築物も至近の場所にある。

## Second Life
アルテ・マイスター絵画館は、2007年5月にSecond Lifeに、実物のギャラリーを再現した仮想美術館を開設した。ドレスデン美術館全体でも、仮想美術館の開設をビジネスとするベルリンの企業に協力している。Second Lifeのアルテ･マイスター絵画館では、実際の美術館の音声ガイドと同様に、クリックするだけで全ての絵画の情報を目にすることが可能で、ショップでものを購入することも出来る。毎日100人から150人がこの仮想美術館に登録しており、ドレスデン美術館に関するコミュニティも立ち上げられている。

## 有名な所蔵絵画
出典:
Category:アルテ・マイスター絵画館の所蔵品も参照

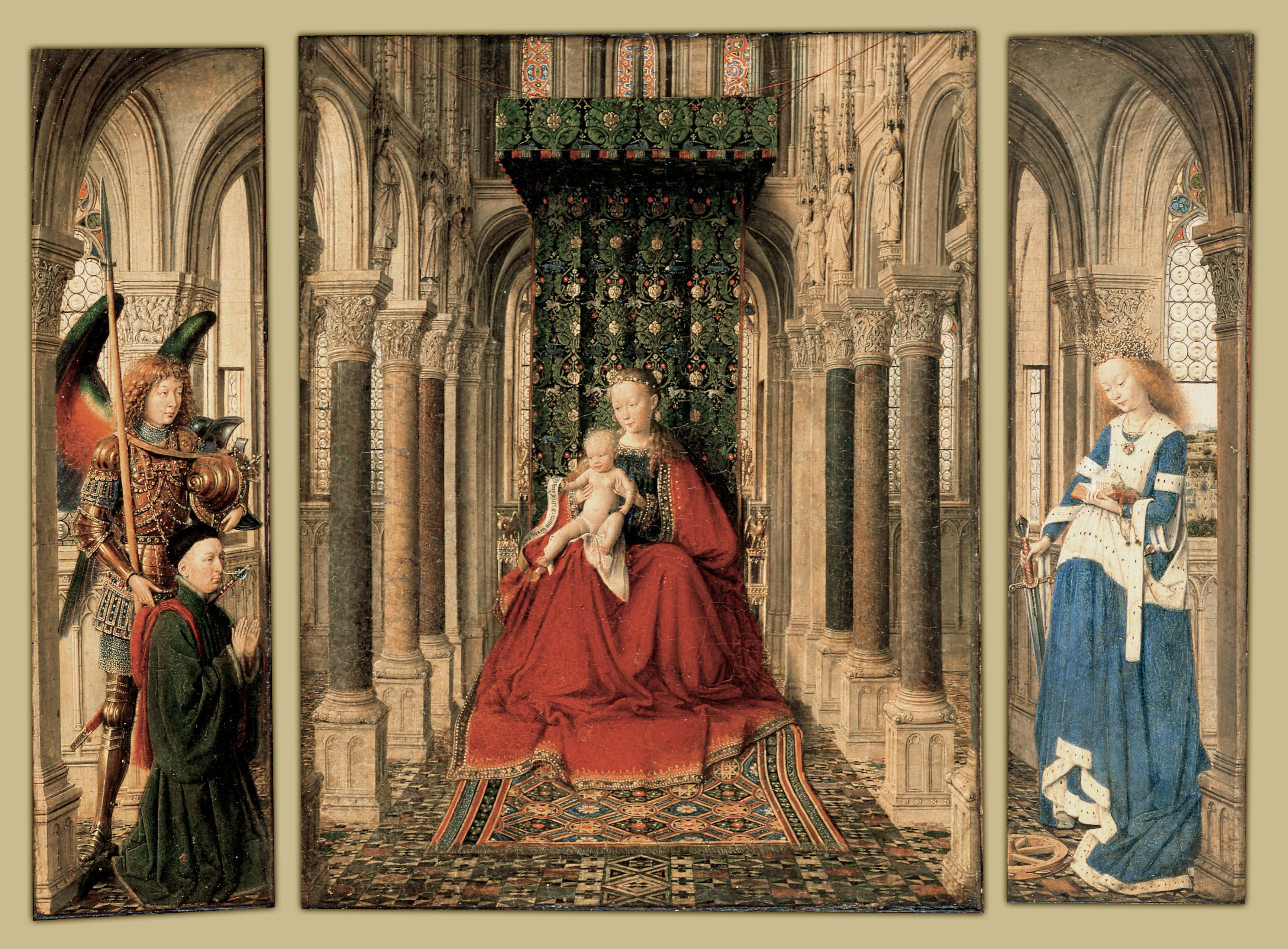
ヤン・ファン・エイク『ドレスデンの祭壇画』(1437年)
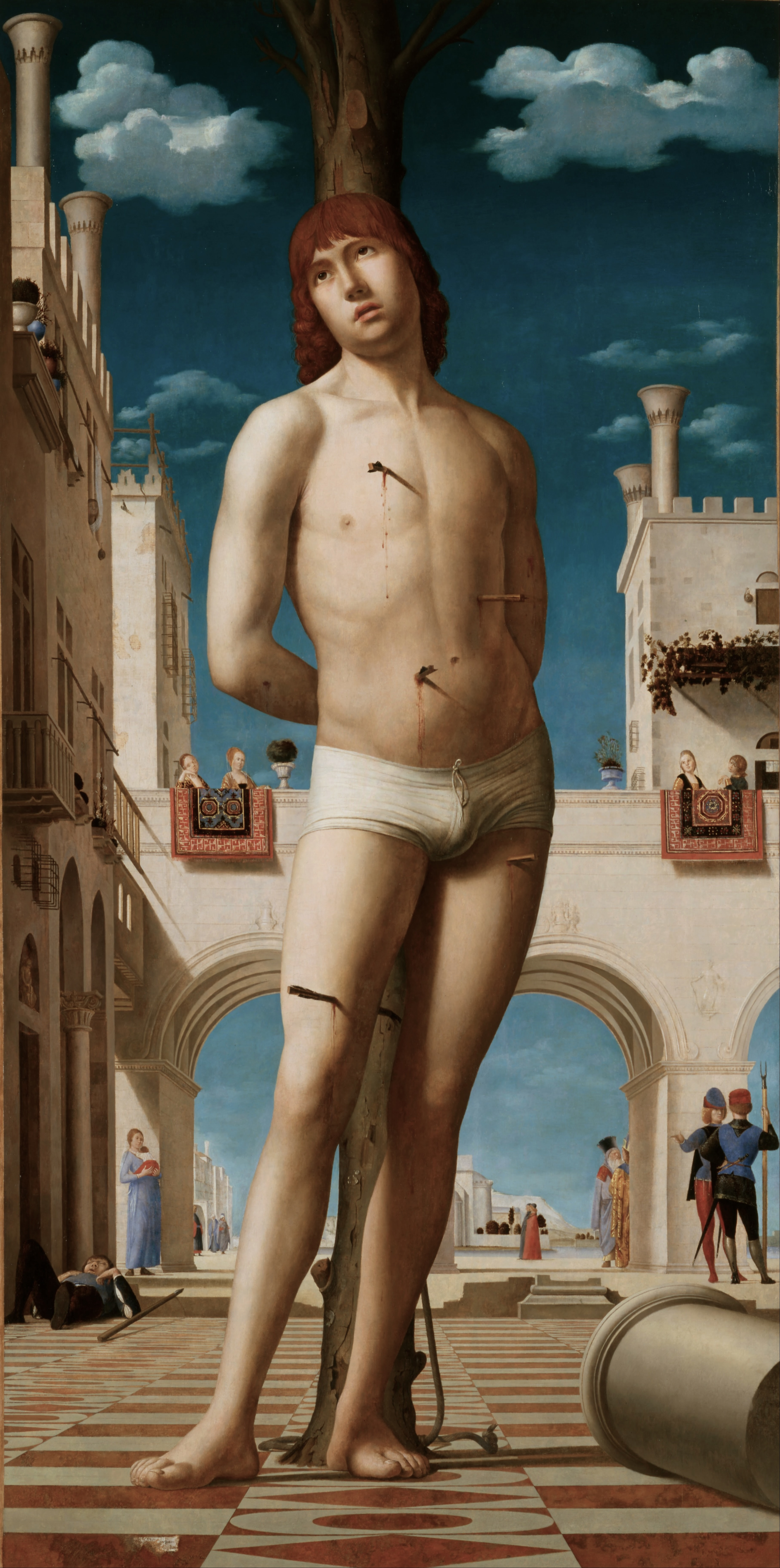
アントネロ・ダ・メッシーナ『聖セバスティアヌス』(1475-1476年)
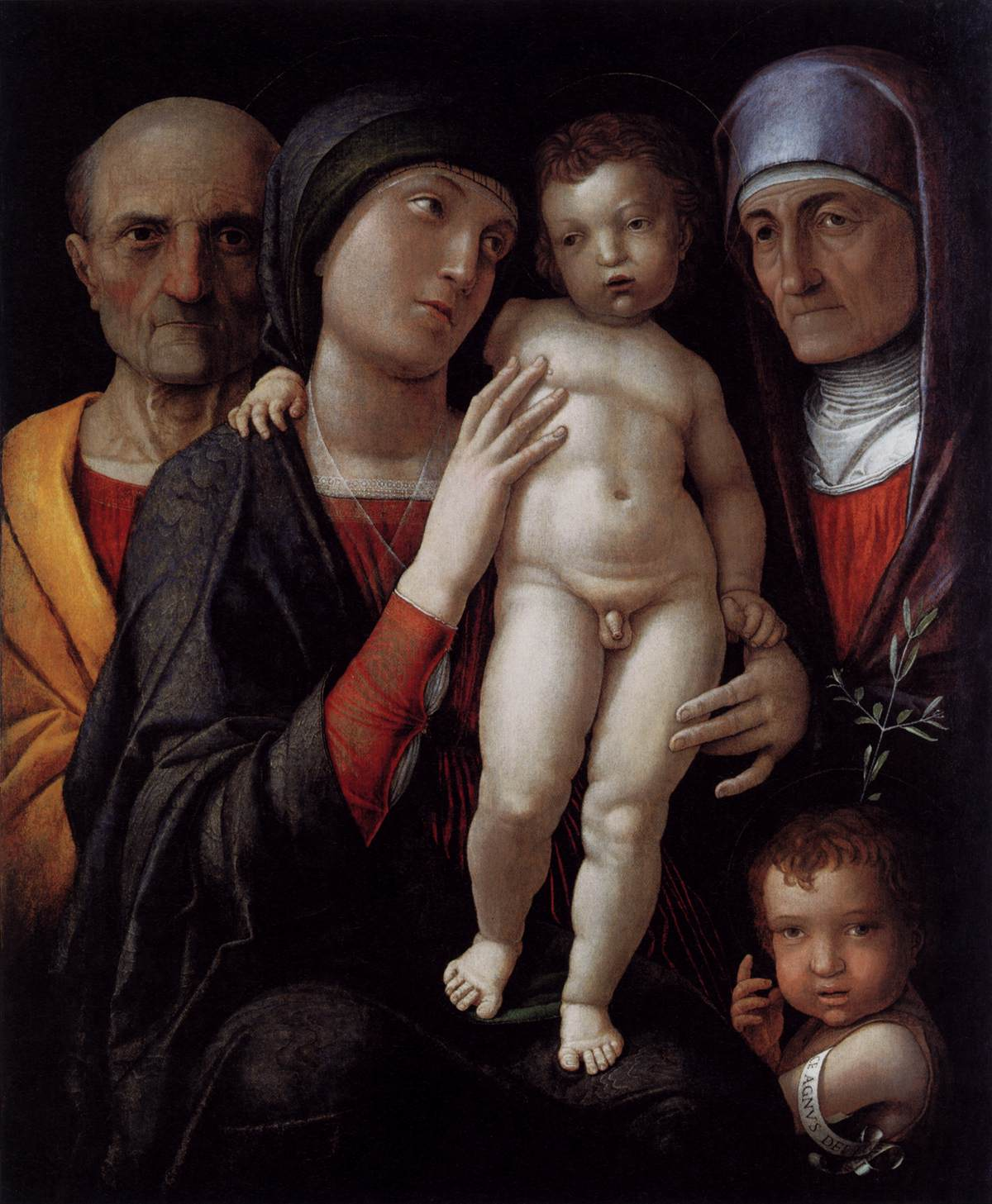
マンテーニャ『聖アンナ、洗礼者聖ヨハネといる聖家族』(1495-1500年)
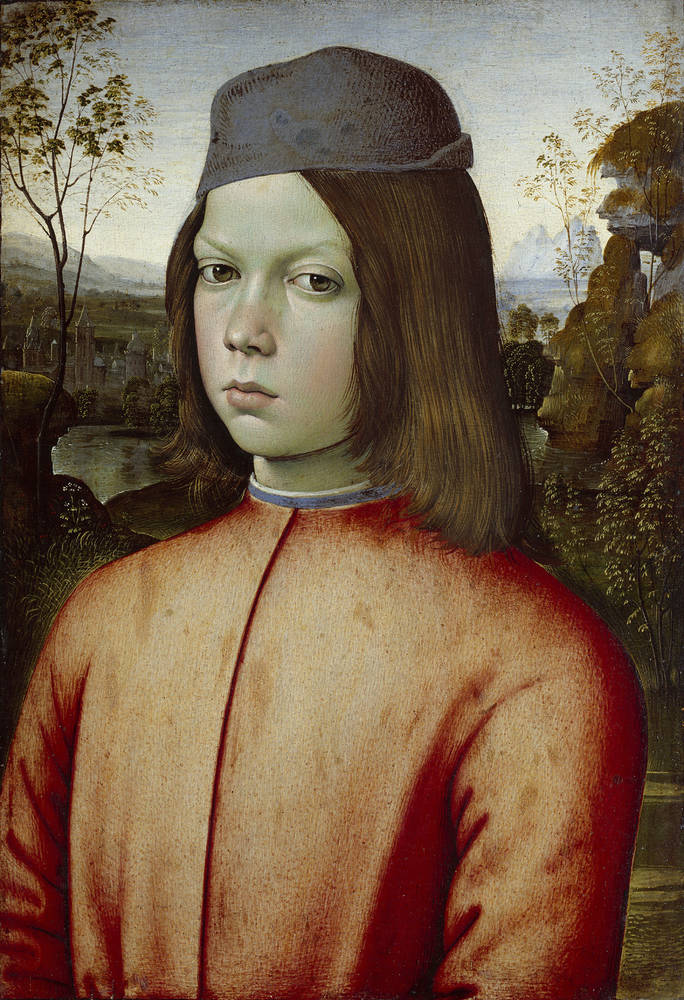
ピントゥリッキオ 『少年の肖像』(1500年頃)
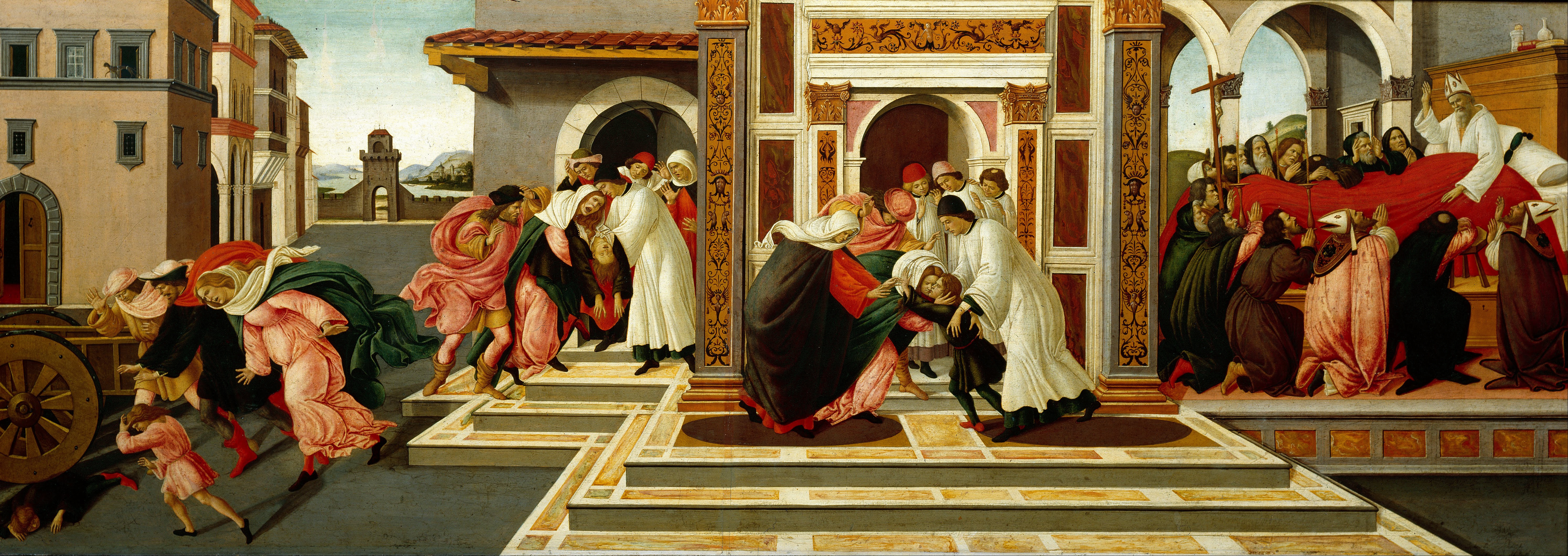
ボッティチェリ『聖ゼノビウスの生涯の場面』(1500-1505年)
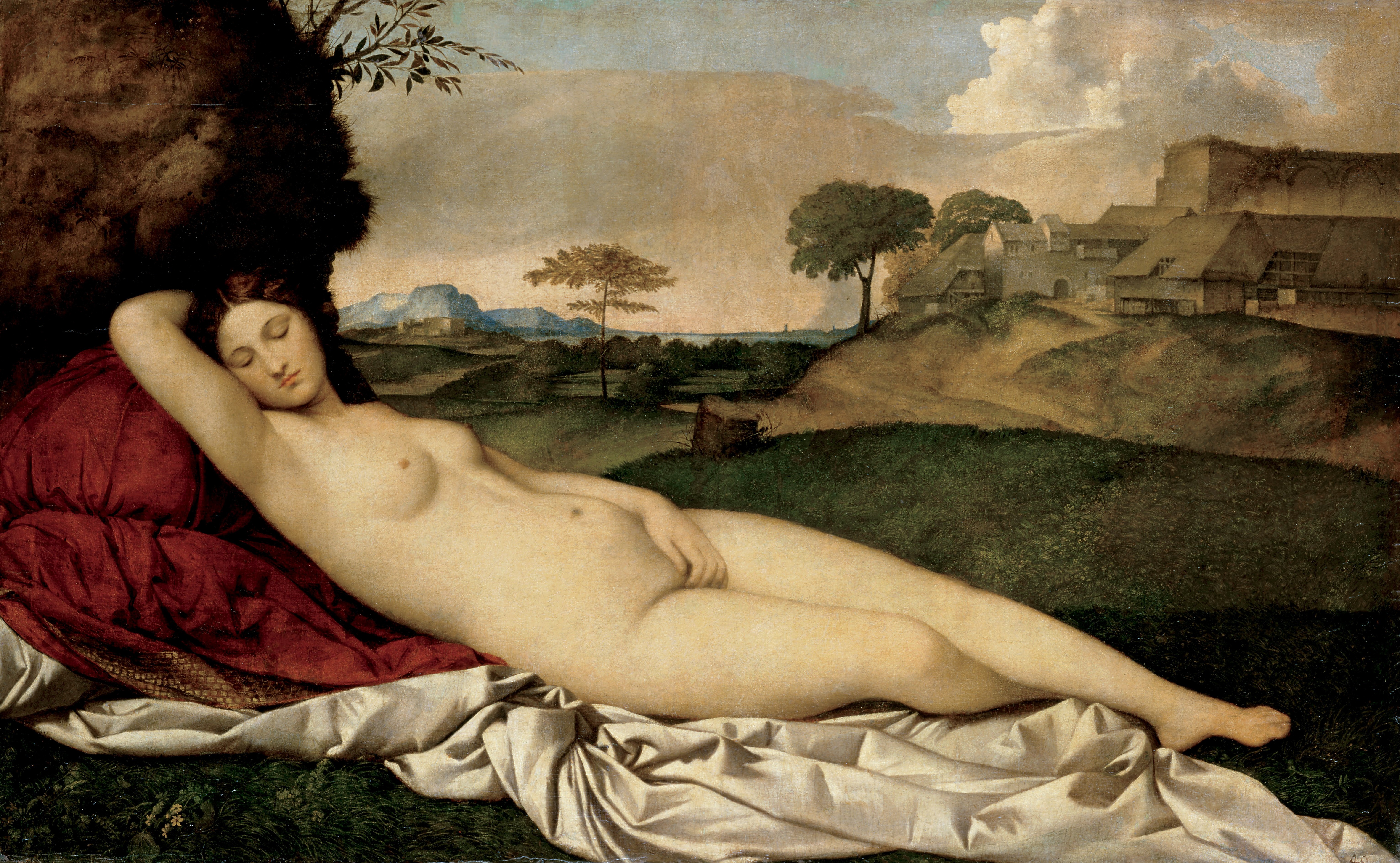
ジョルジョーネ 『眠れるヴィーナス』(1508年/1510)
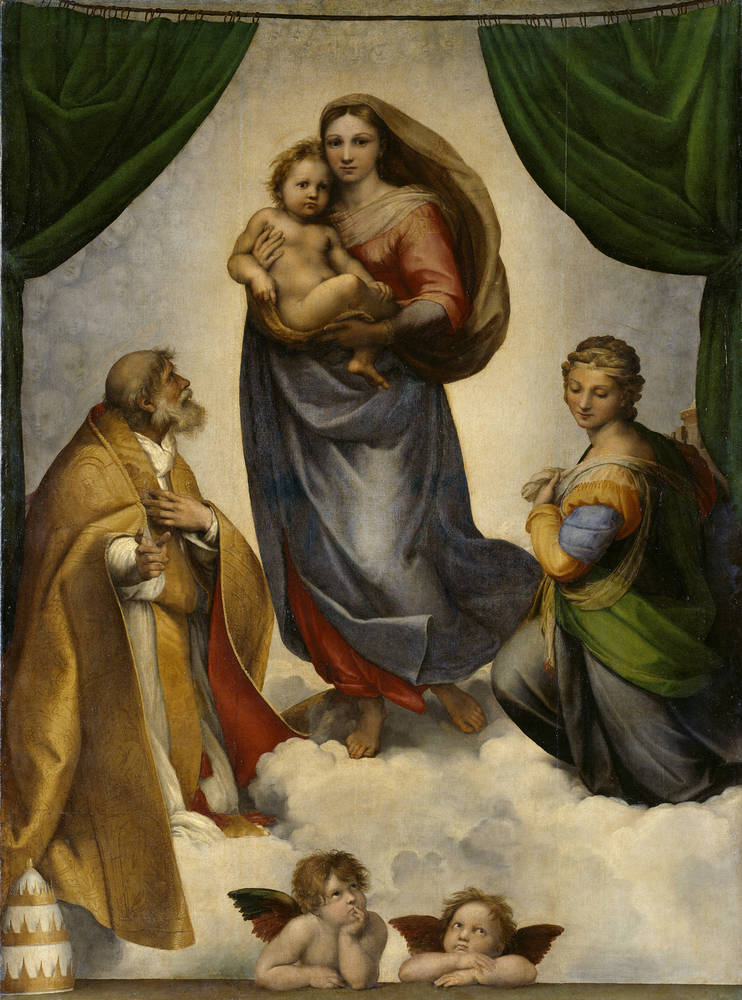
ラファエロ 『システィーナの聖母』(1512年/1513年)
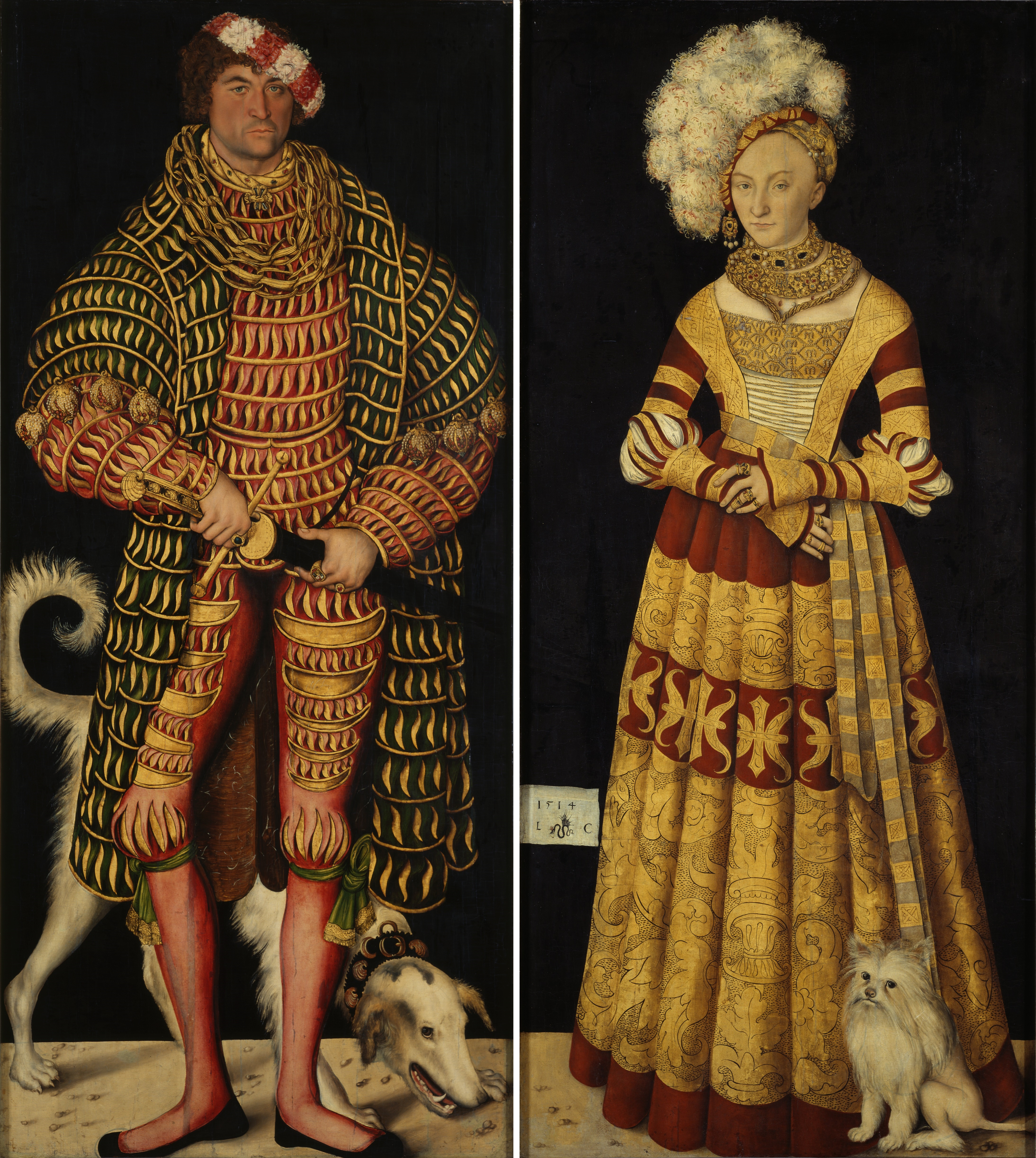
ルーカス・クラナッハ（父） 『ザクセン公ハインリヒ4世とカタリナ・フォン・メクレンブルクの肖像』(1514年)
ティツィアーノ 『貢の銭』(1516年頃)
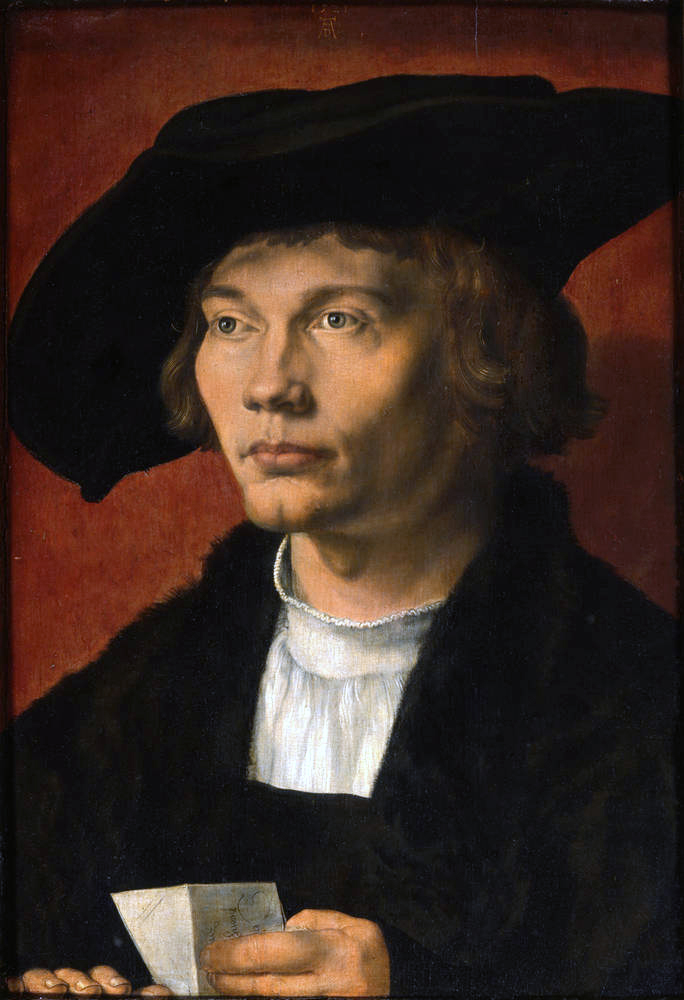
アルブレヒト・デュ―ラー『ベルンハルト・フォン・レーゼンの肖像』(1521年)
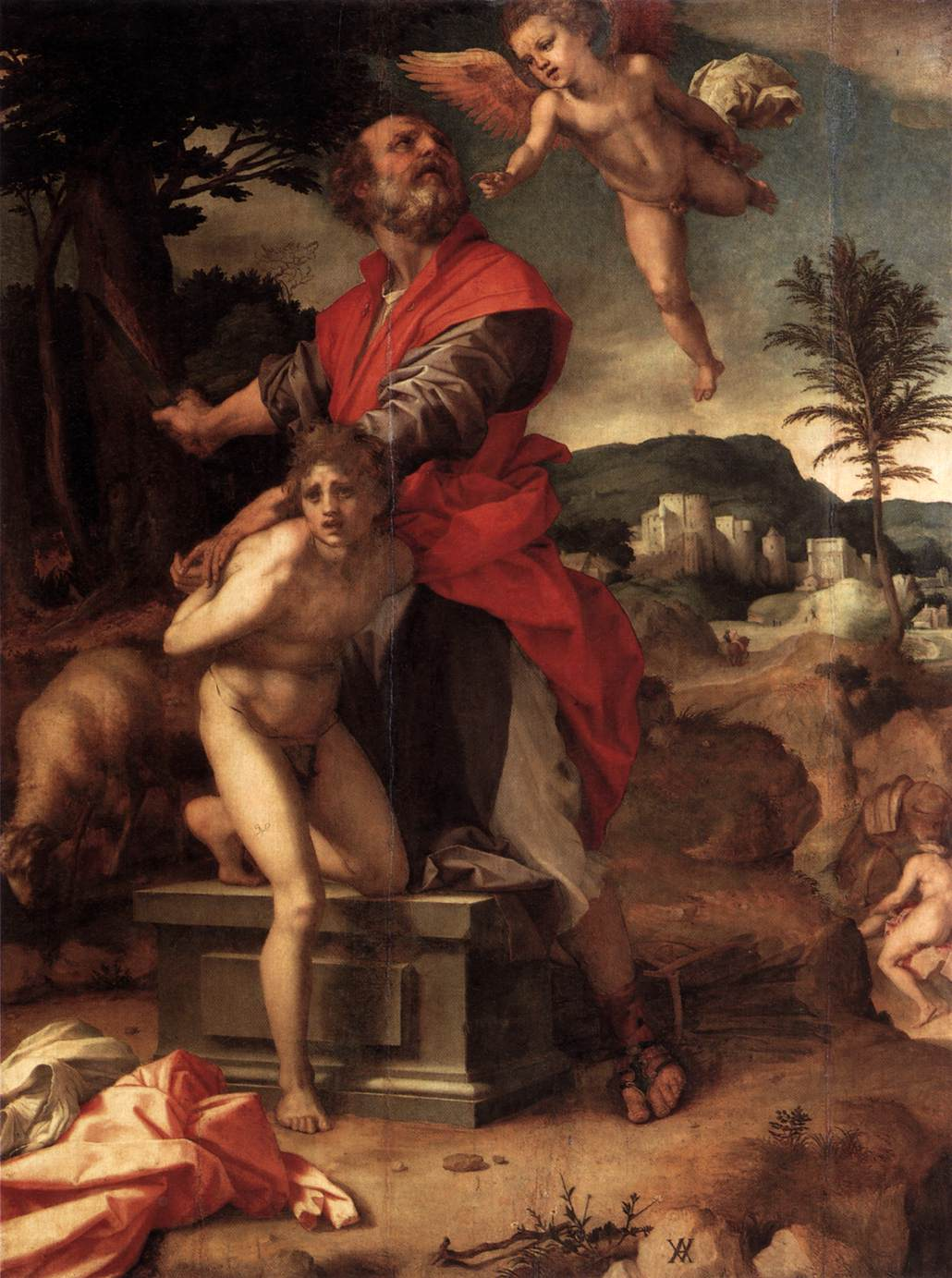
アンドレア・デル・サルト『イサクの犠牲』(1527-1529年)
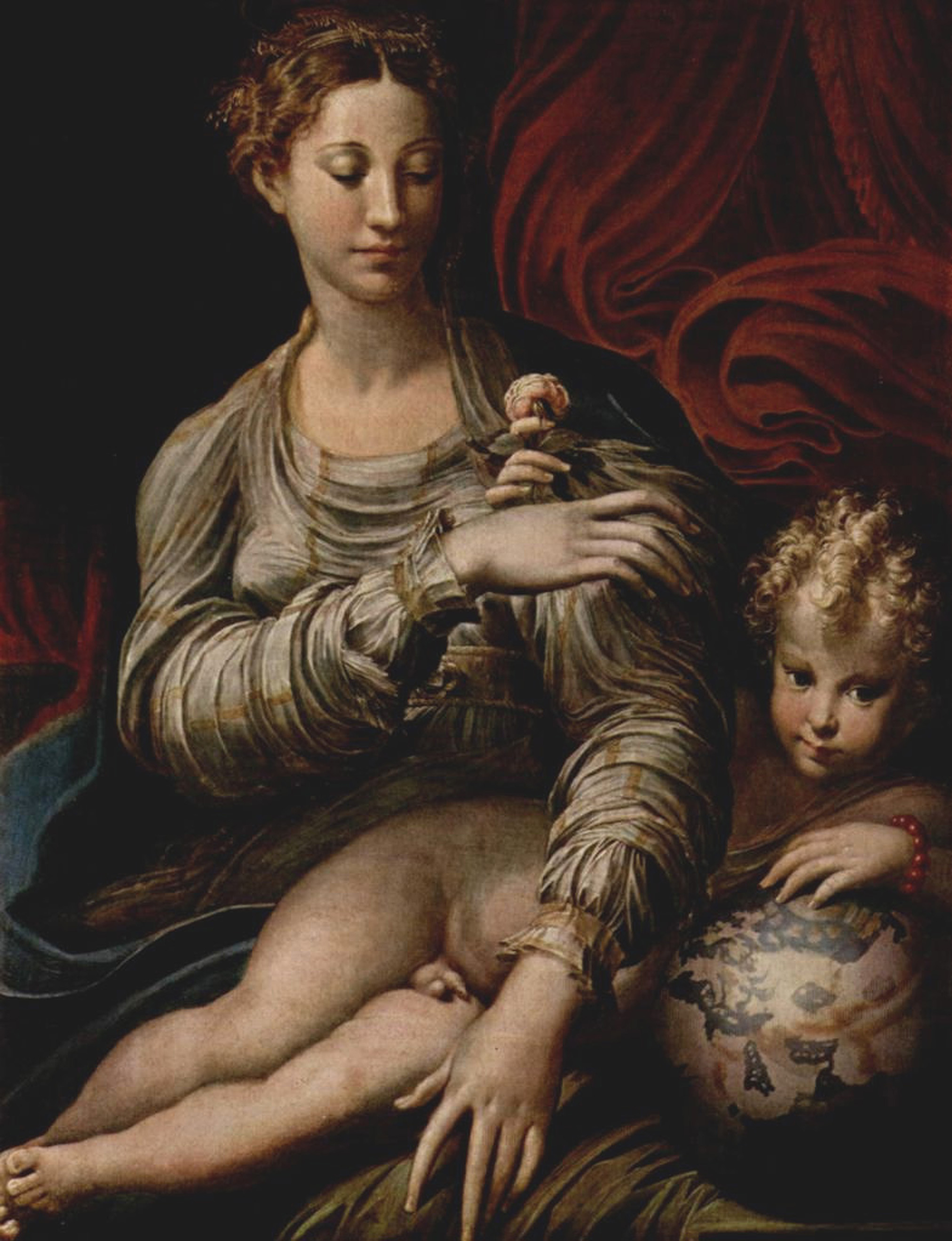
パルミジャニーノ『バラの聖母』(1528-1530年)
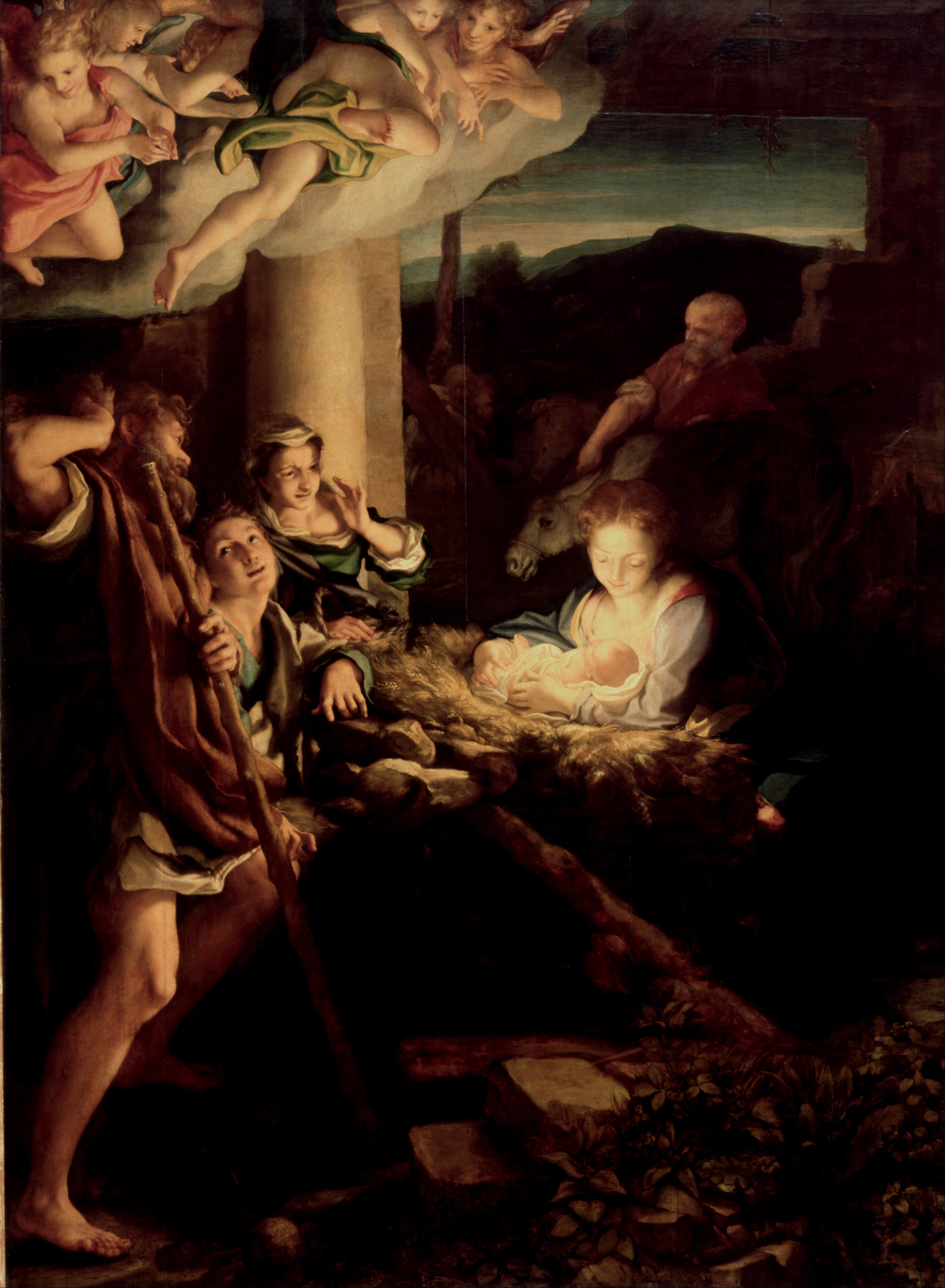
コレッジョ『羊飼いの礼拝』(1529-1530年頃)
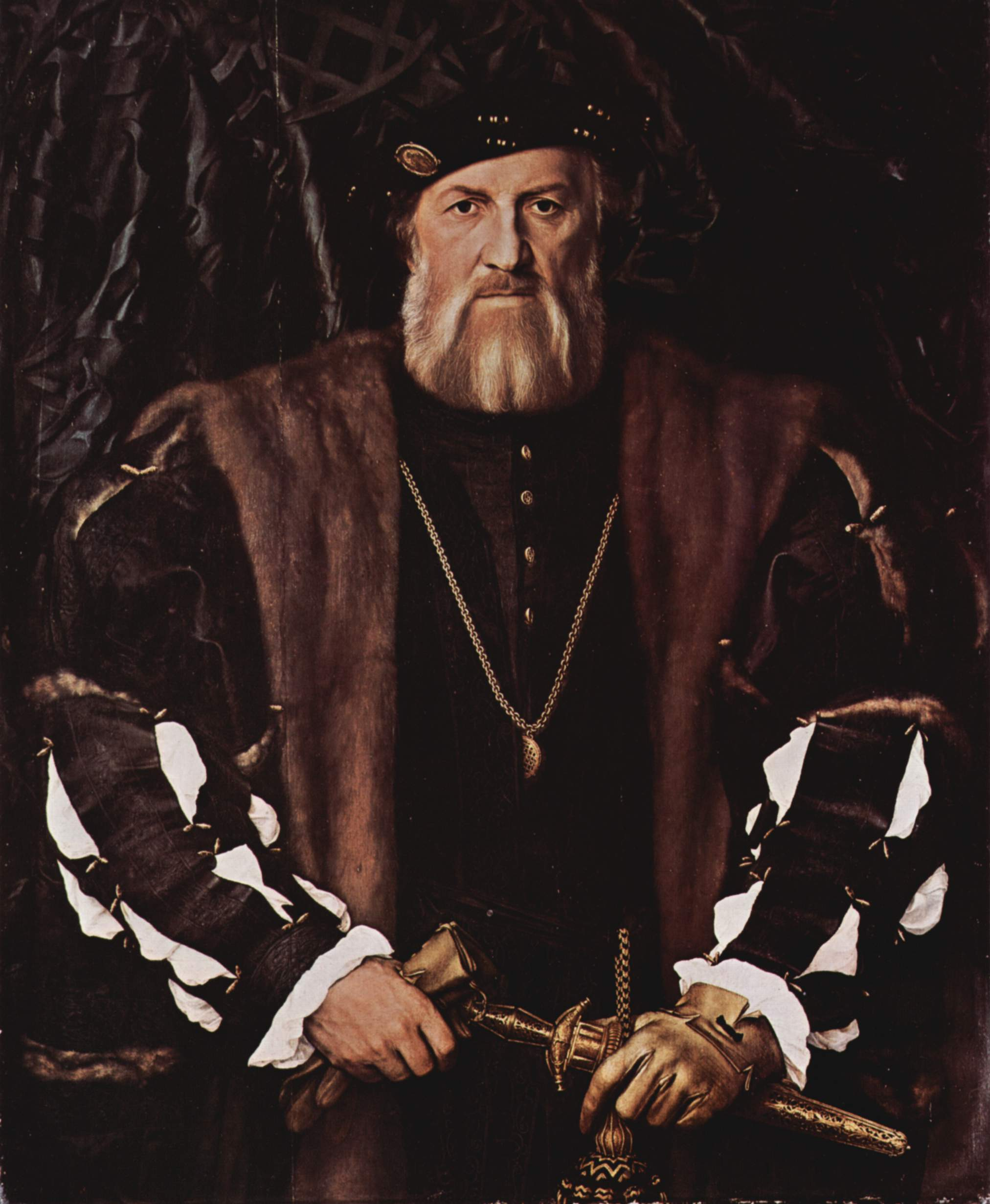
ハンス・ホルバイン 『モレット卿、シャルル・ド・ソリエの肖像 (1480/81-1564)』(1534年/1535年)
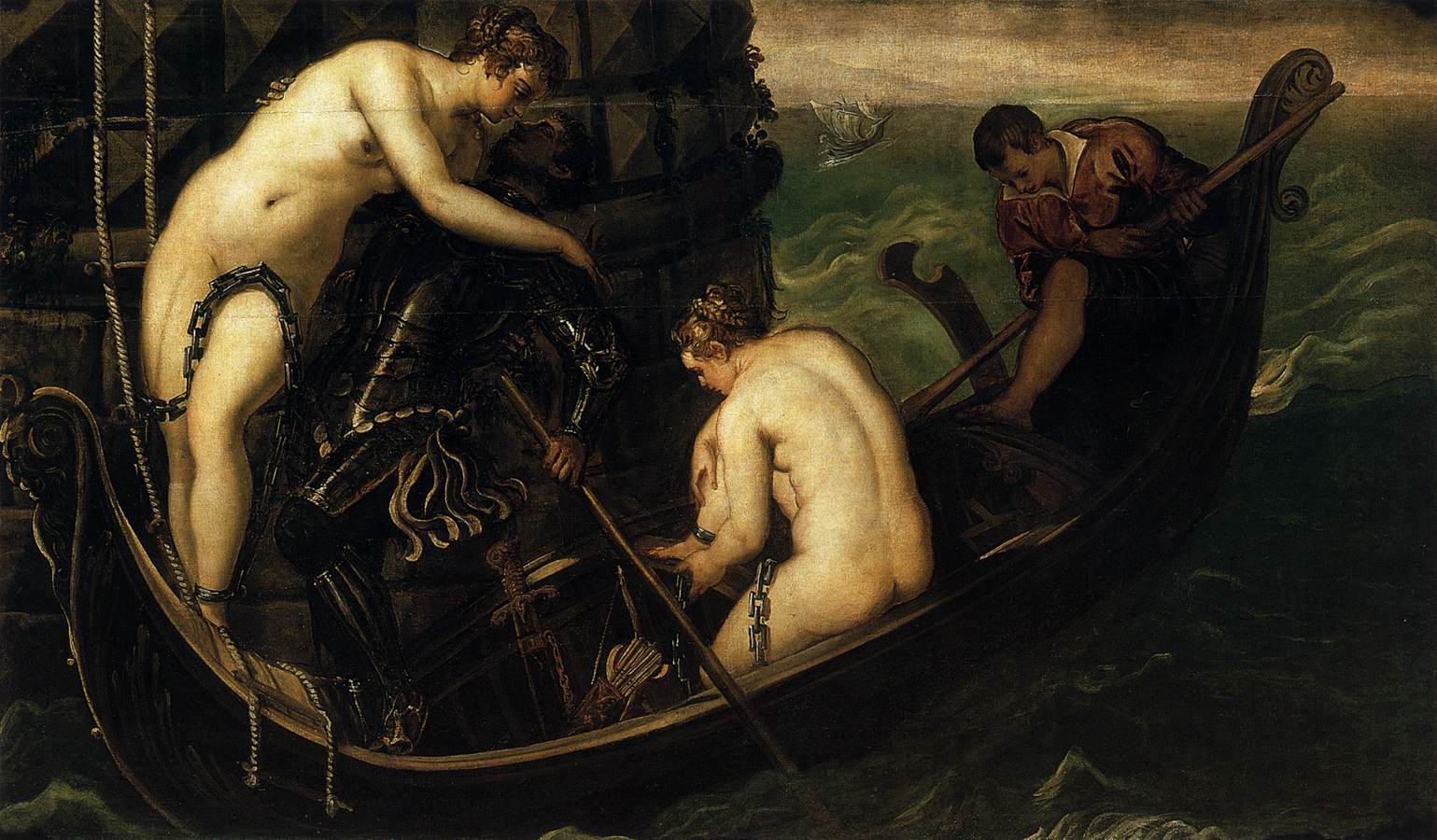
ティントレット『アルシノエ姫の救出』(1560年頃)
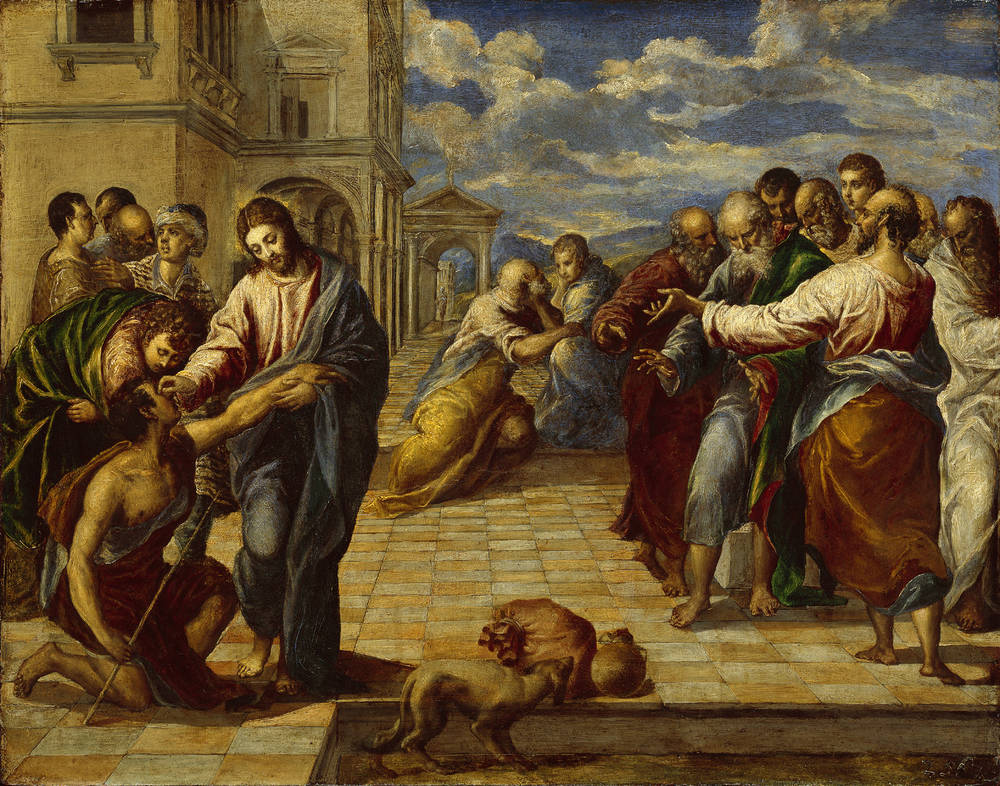
エル・グレコ『盲人の治癒』(1567年)
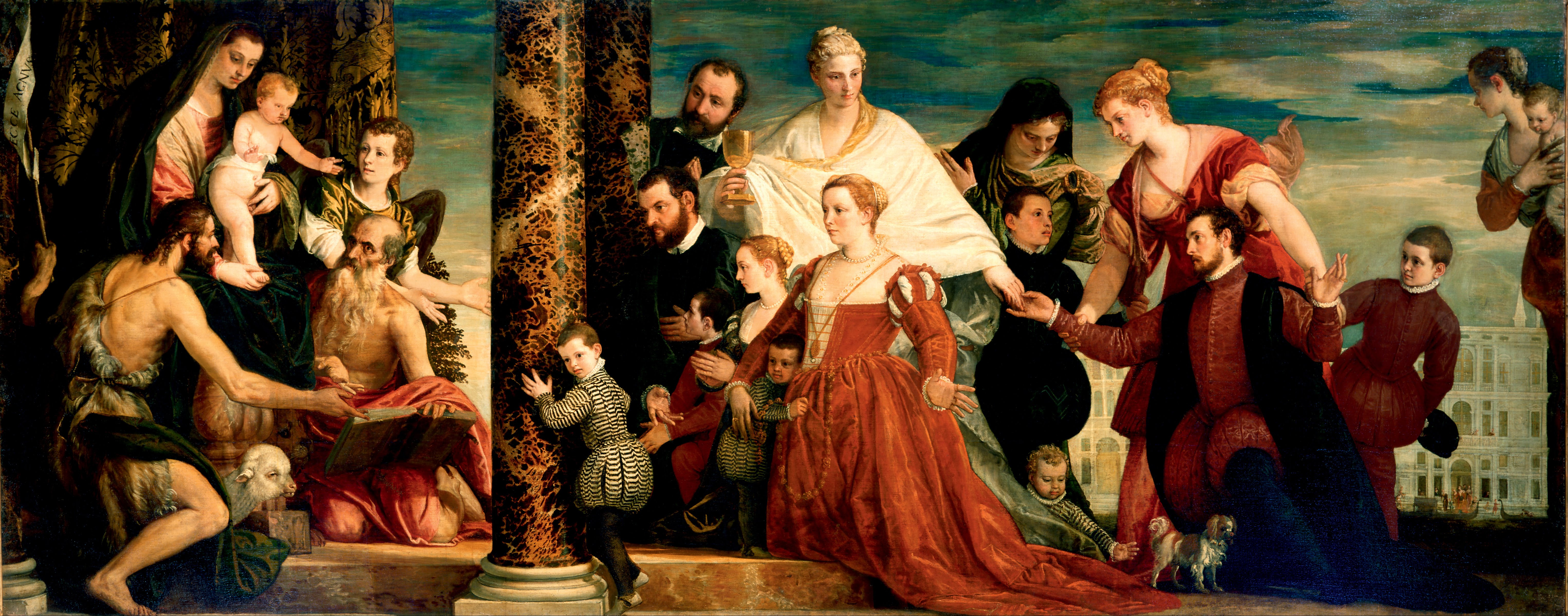
ヴェロネーゼ『クッチーナ家の聖母』(1571年頃)
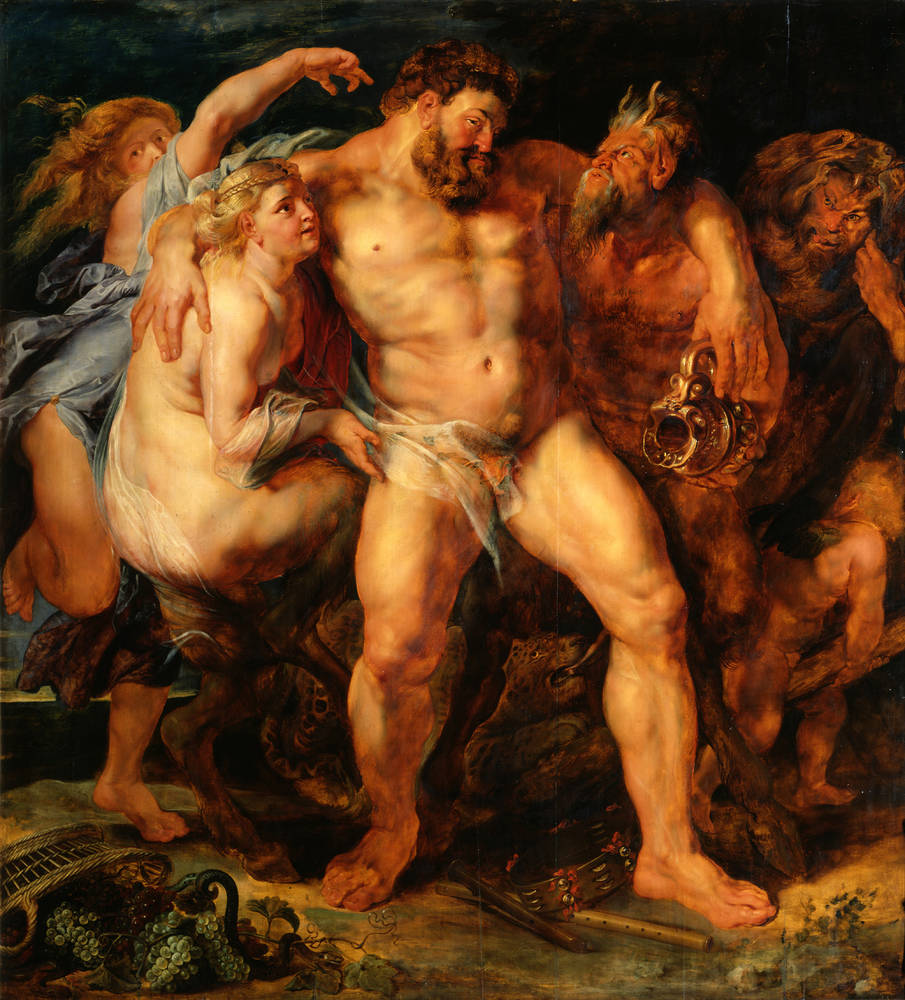
ルーベンス 『ニンフとサトゥルヌスに導かれながら、酔っ払うヘラクレス』(1613年/1614年頃)
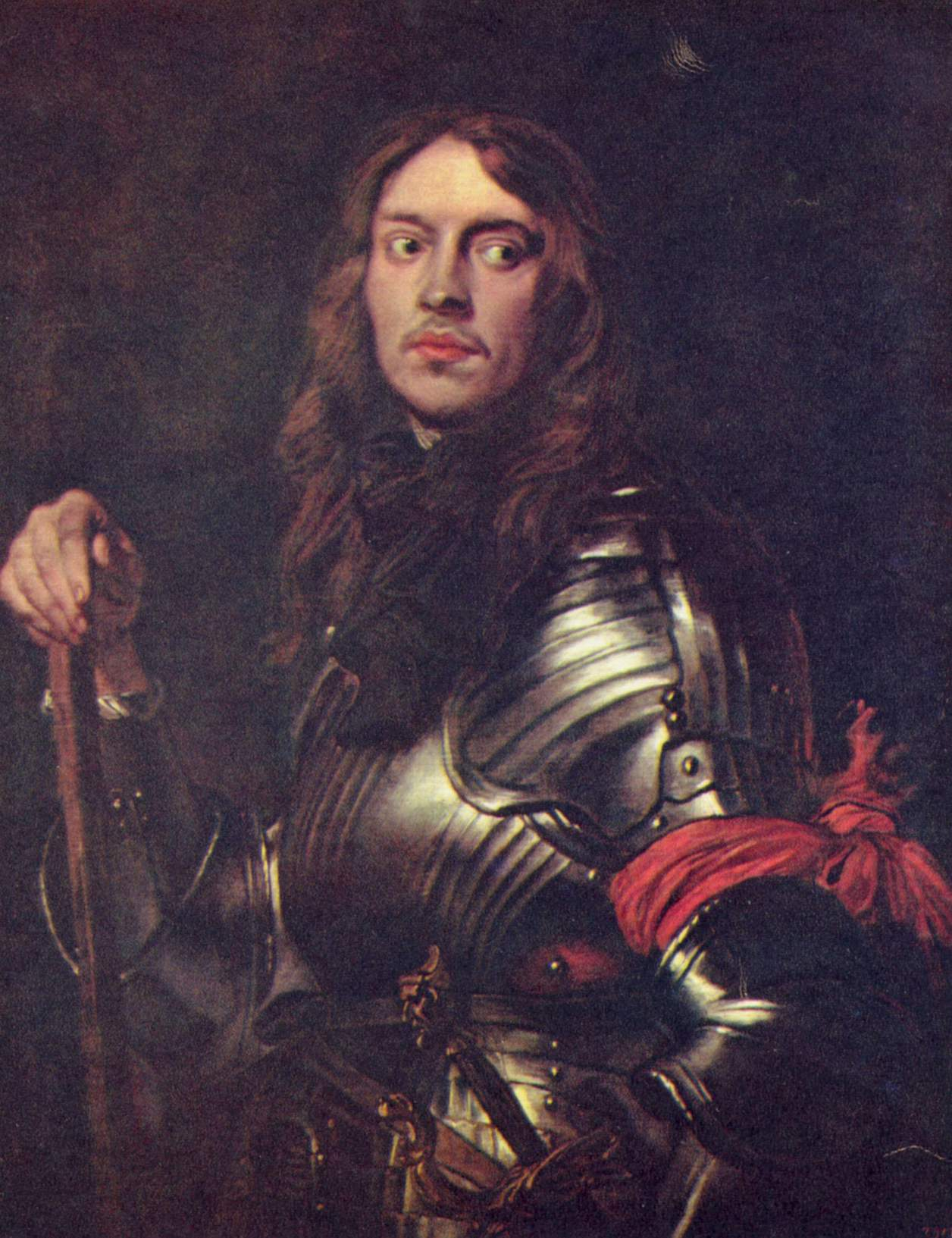
ヴァン・ダイク 『赤いフカーフをつけた、鎧姿の総司令官の肖像』(1625年/1627年頃)
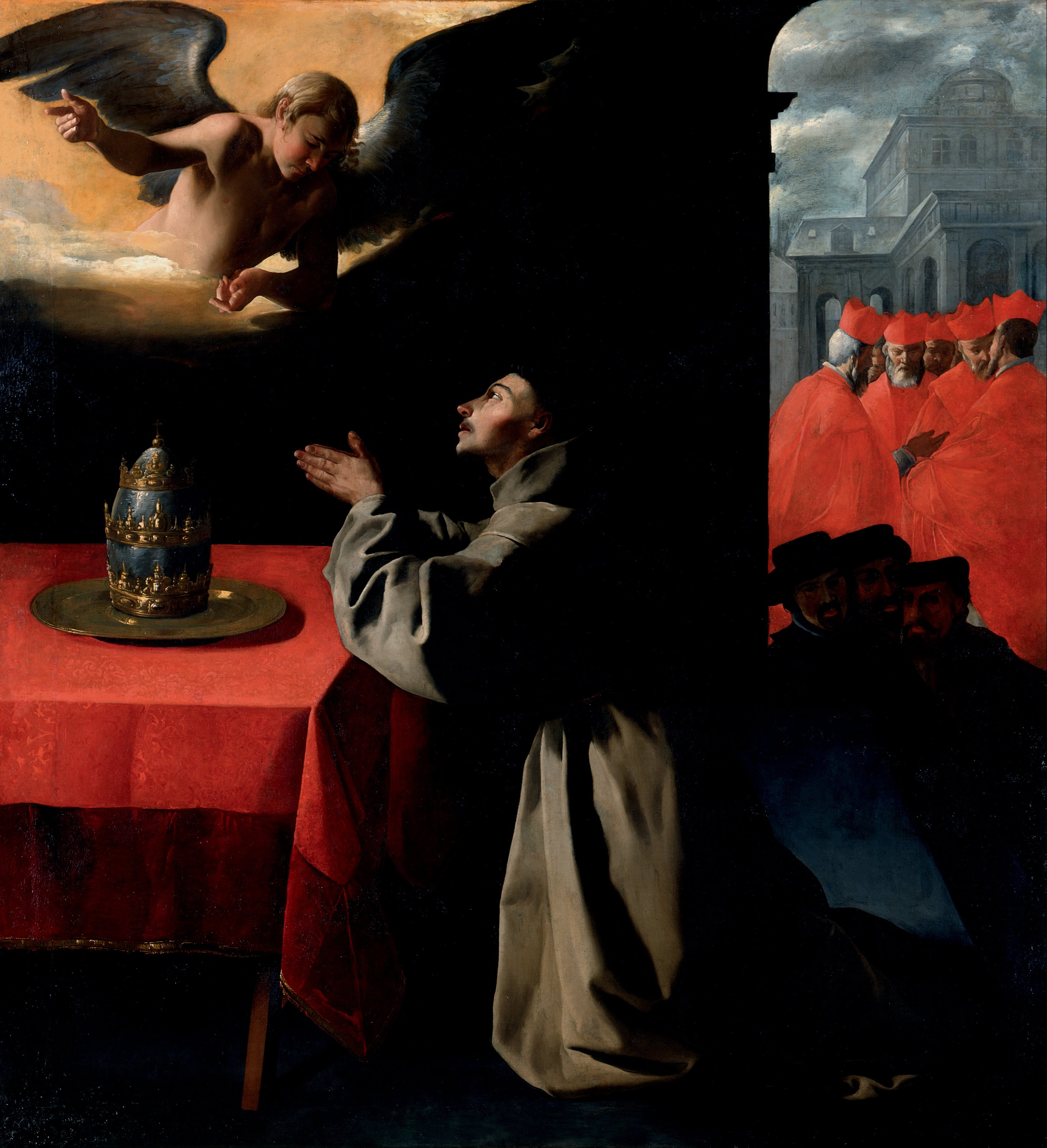
フランシスコ・デ・スルバラン 『祈るボナヴェントゥラ』(1628年/1629年)
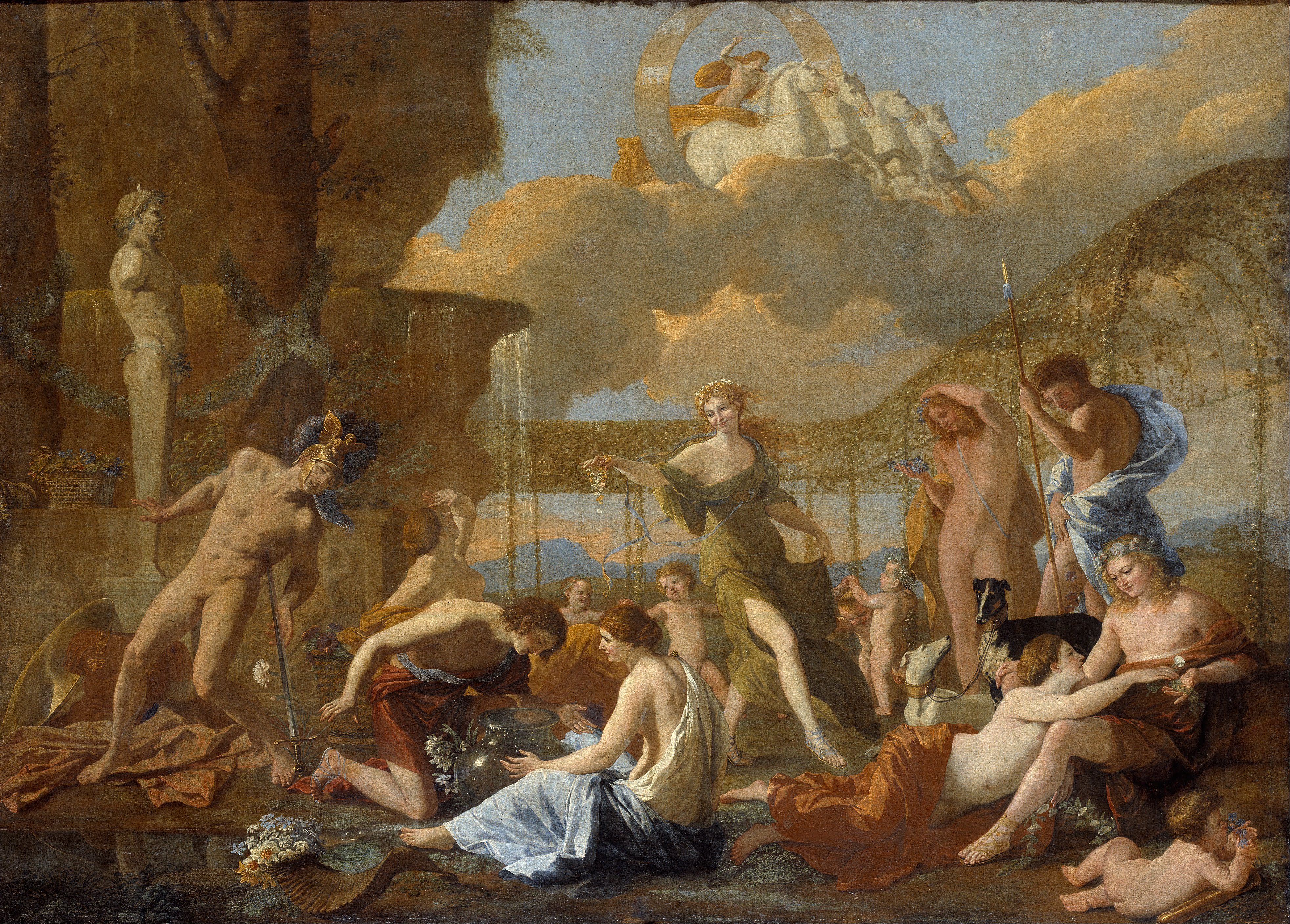
プッサン『フローラの王国』(1631年)
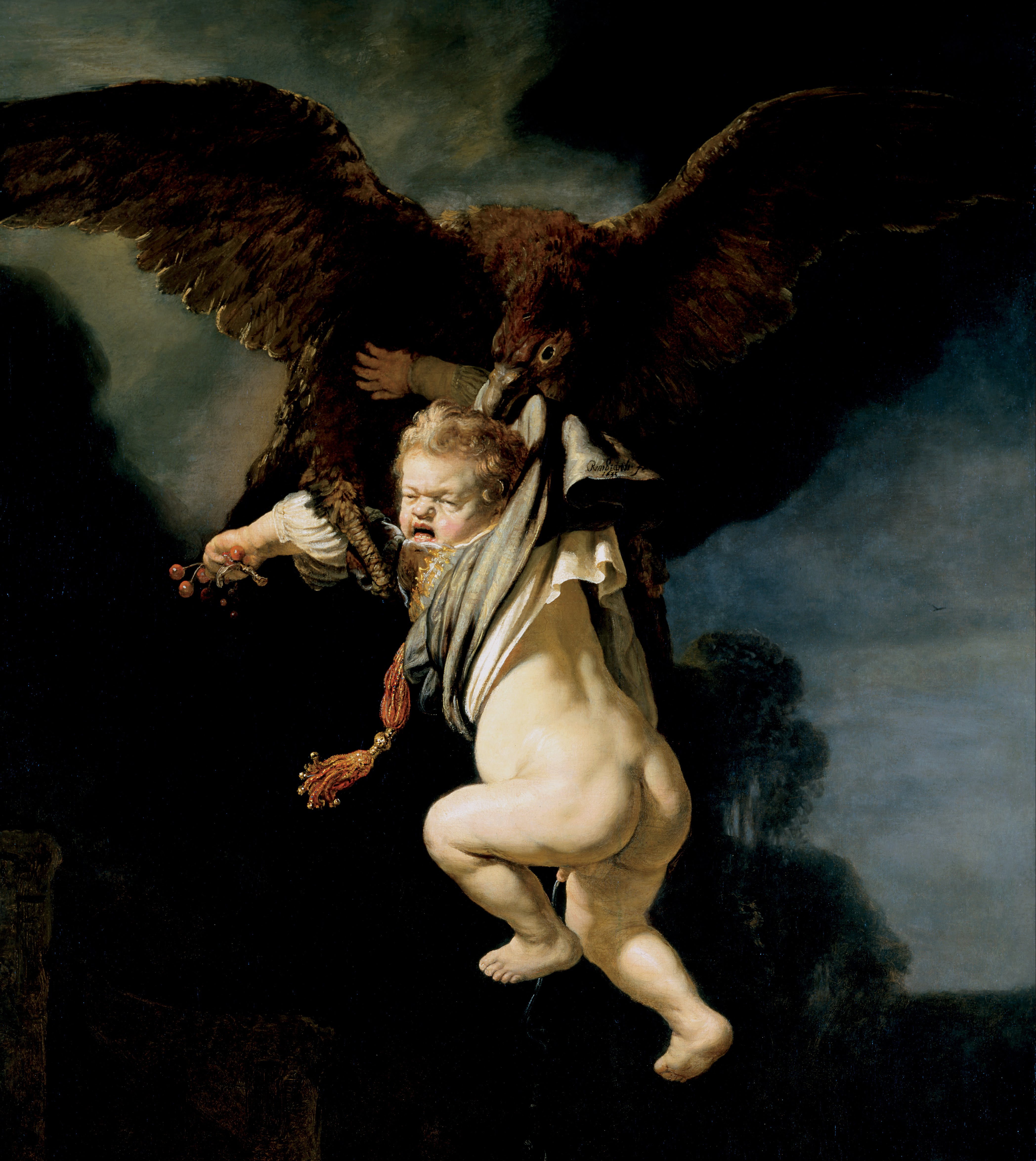
レンブラント 『ガニュメデスの略奪』(1635年)
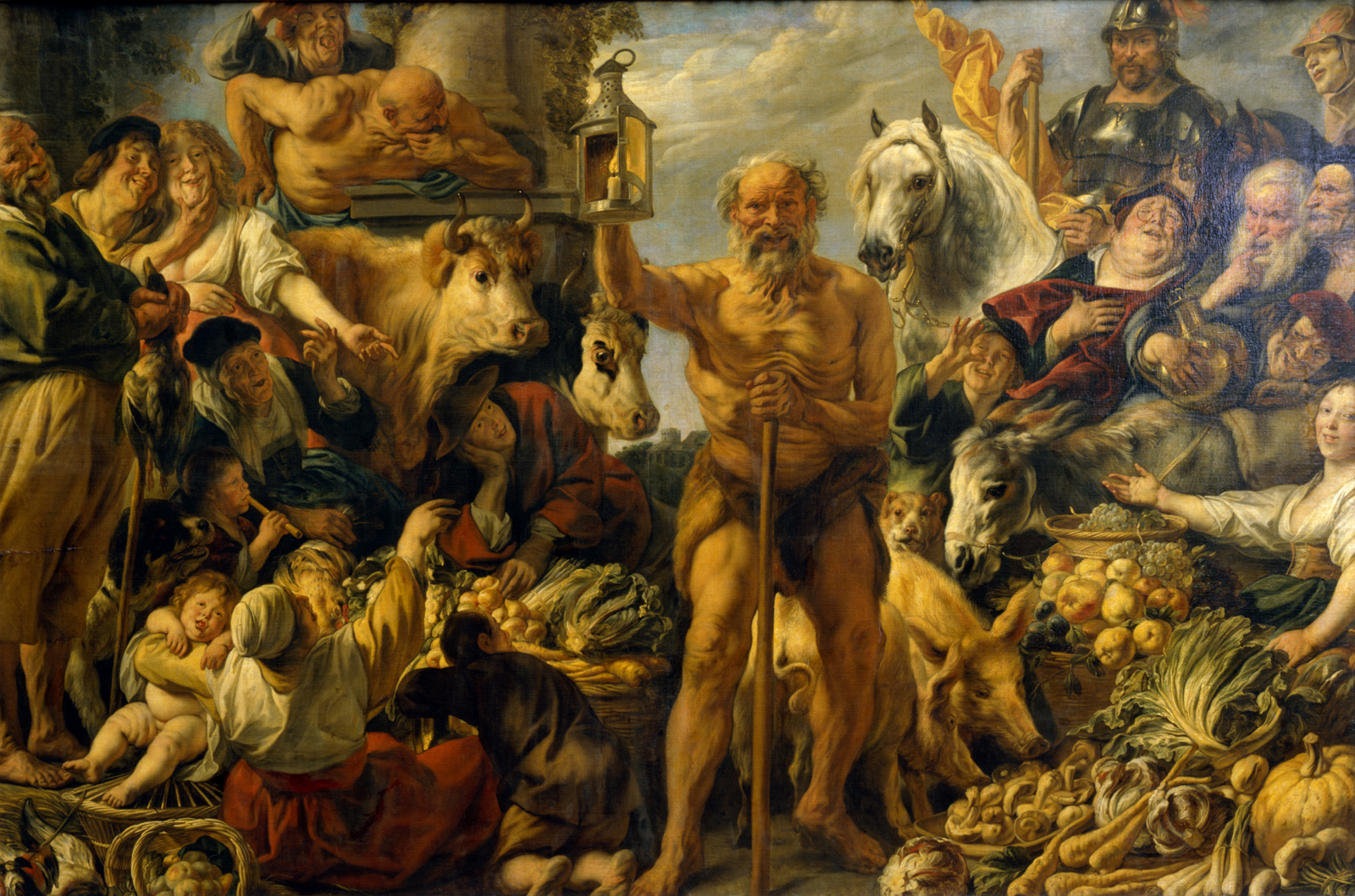
ヤーコブ・ヨルダーンス 『正直者を探すディオゲネス』(1642年頃)
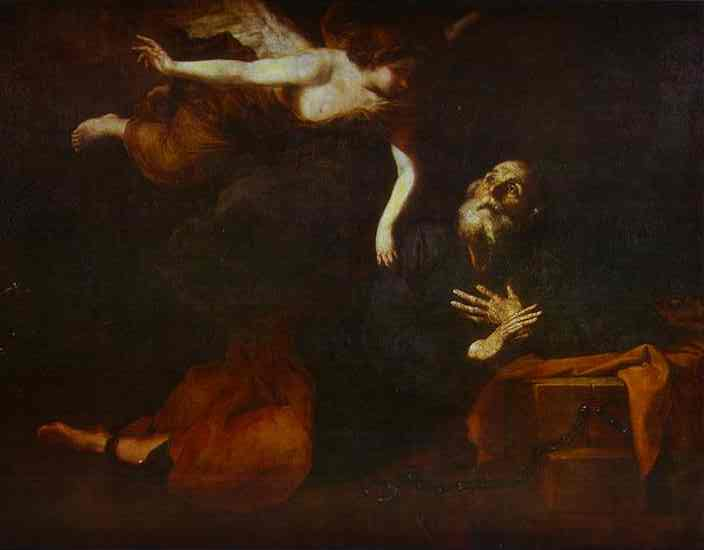
ホセ・デ・リベーラ, 『聖ペテロの解放』(1642年)
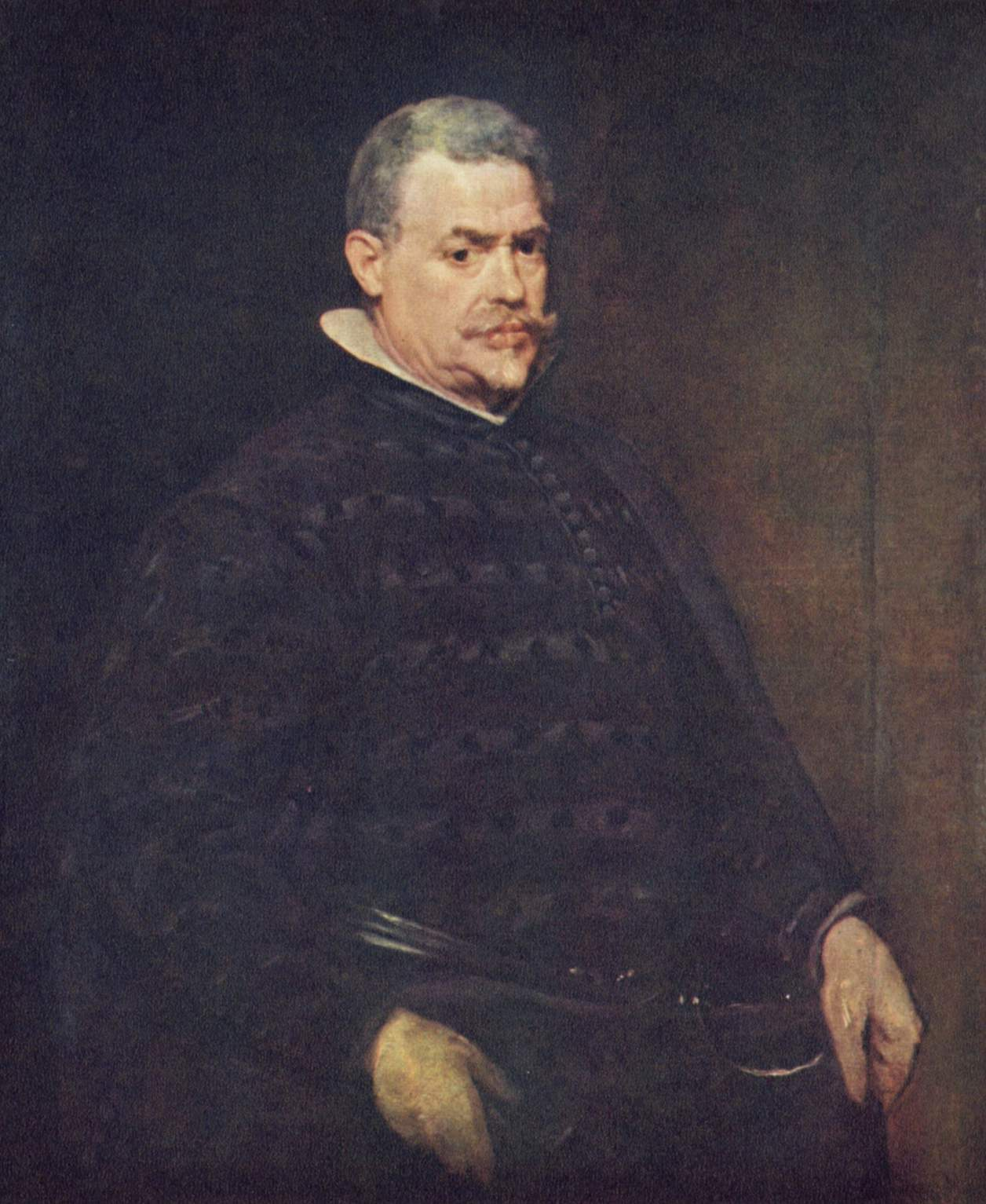
ディエゴ・ベラスケス『ドン・フアン・マテオス』(1643年以前)
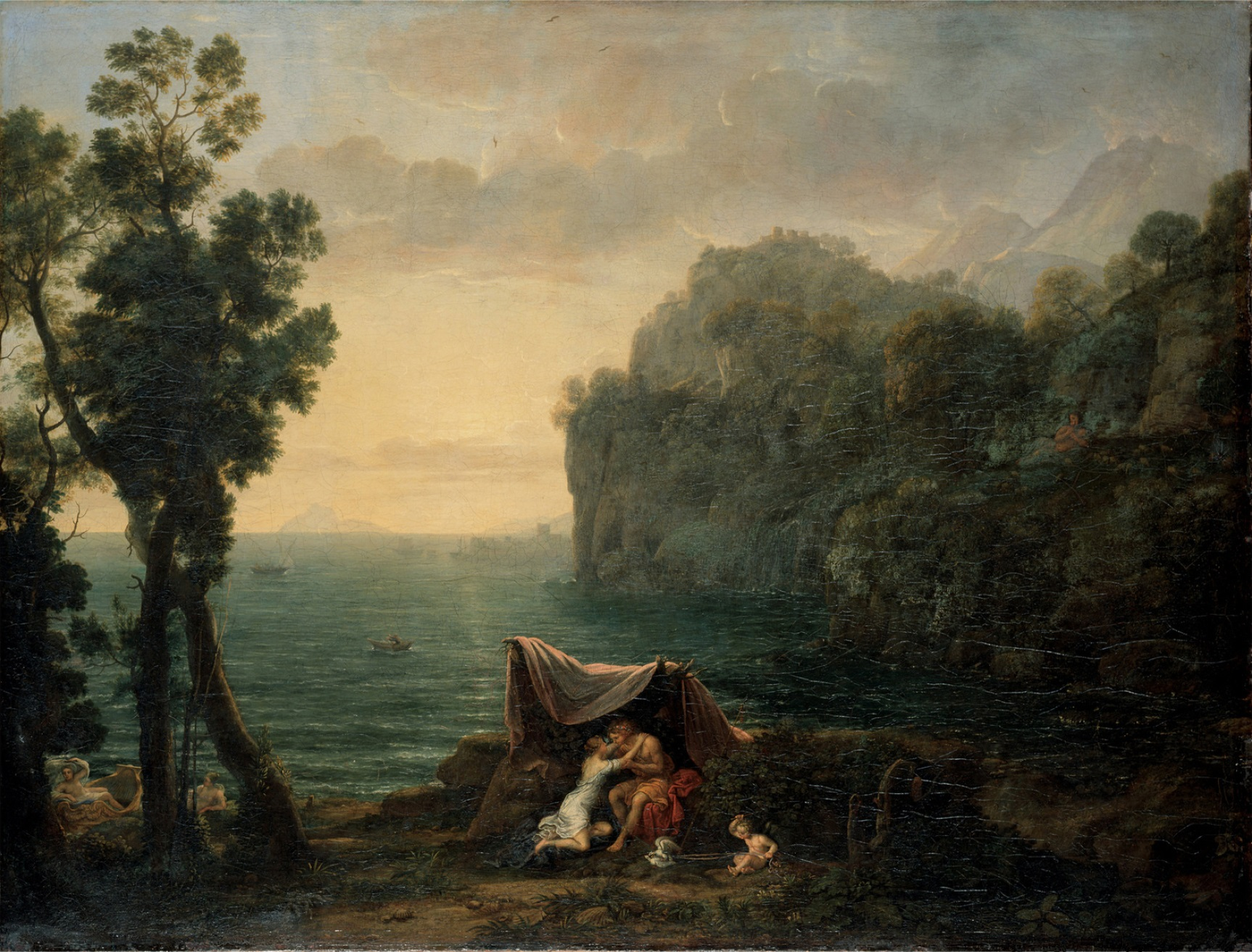
クロード・ロラン『アキスとガラテアのいる風景』(1657)
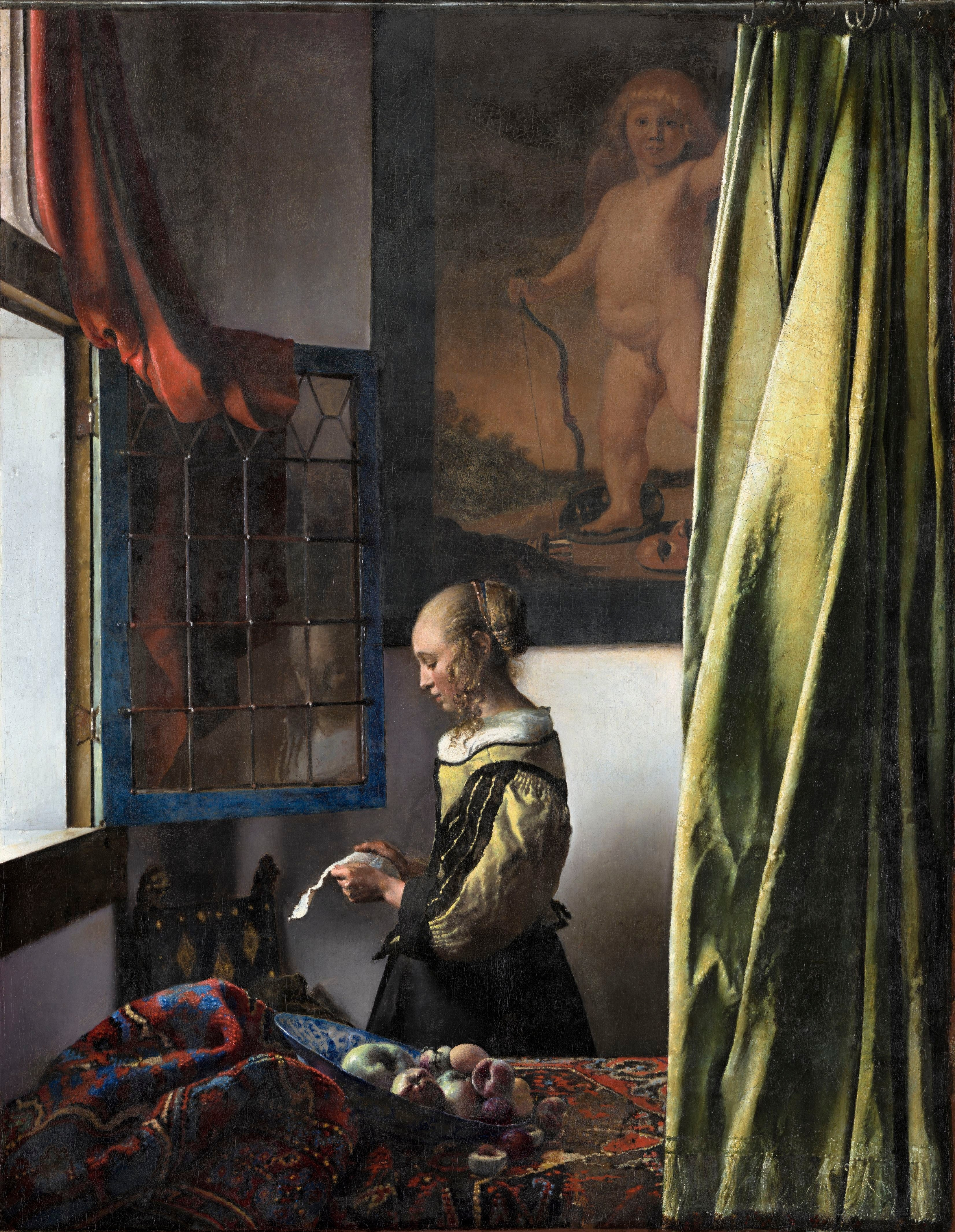
フェルメール 『窓辺で手紙を読む女』(1659年頃)
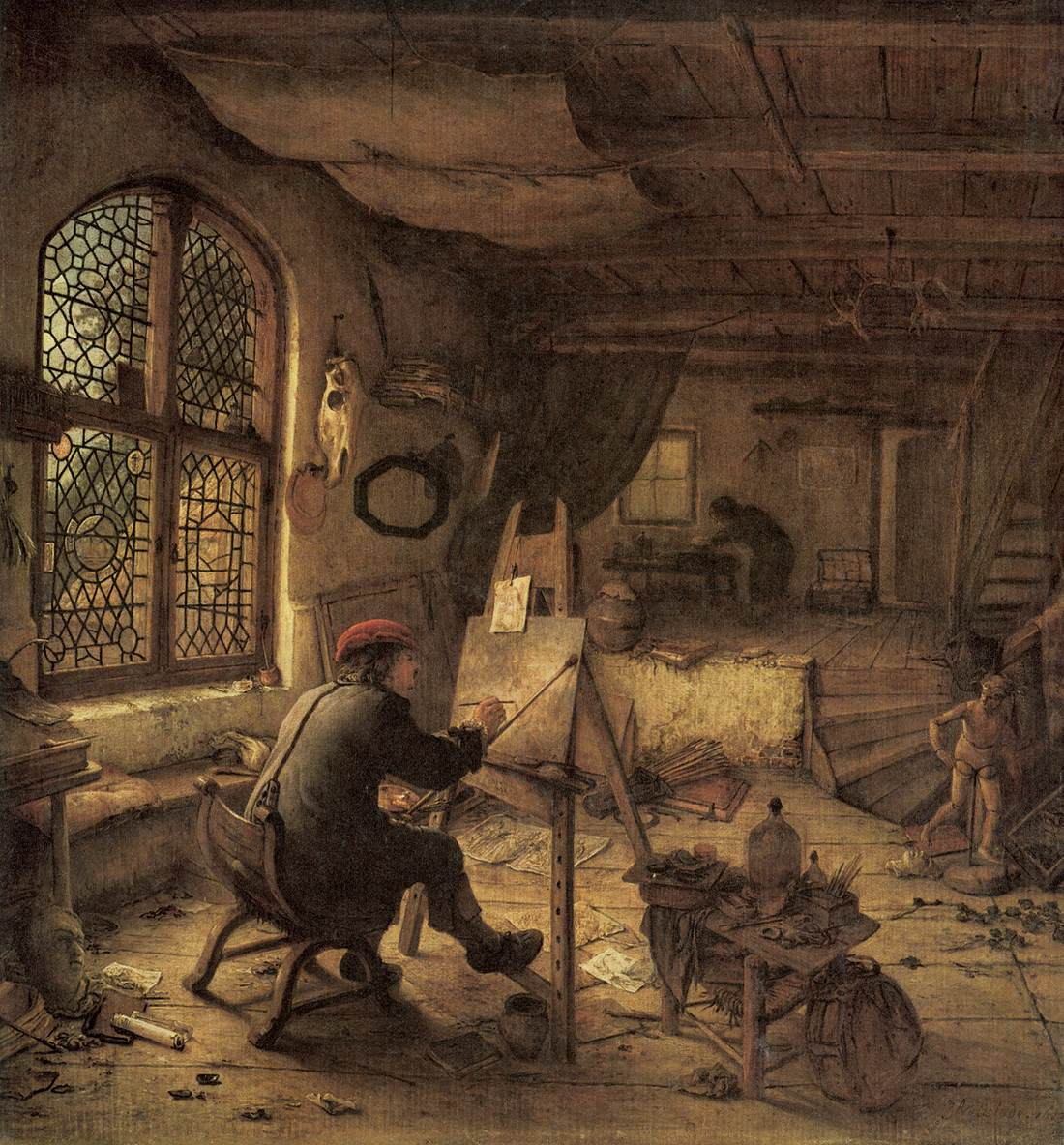
アドリアン・ファン・オスターデ『アトリエの画家』(1663年)
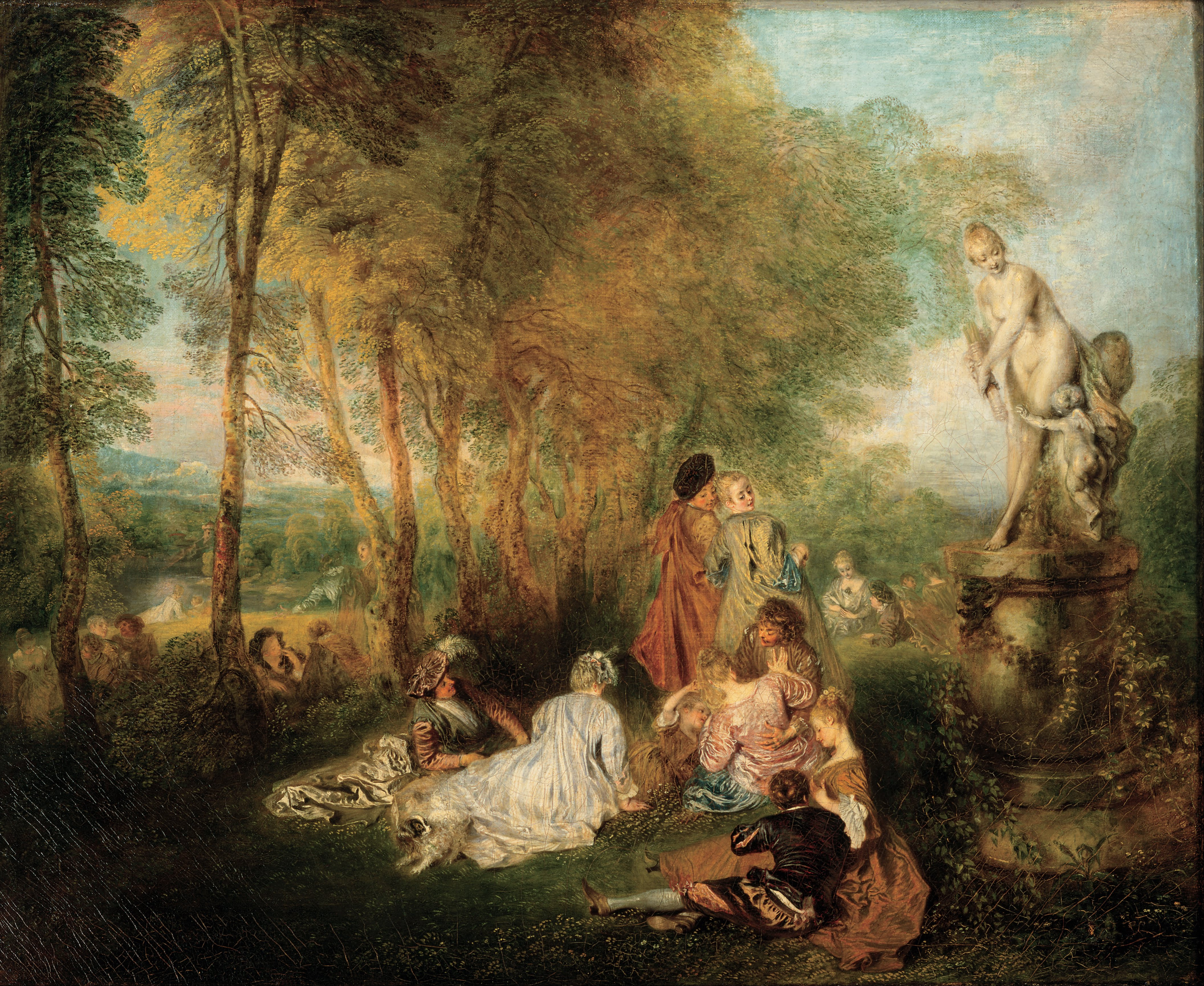
ヴァトー『愛の宴』(1718-1719年頃)
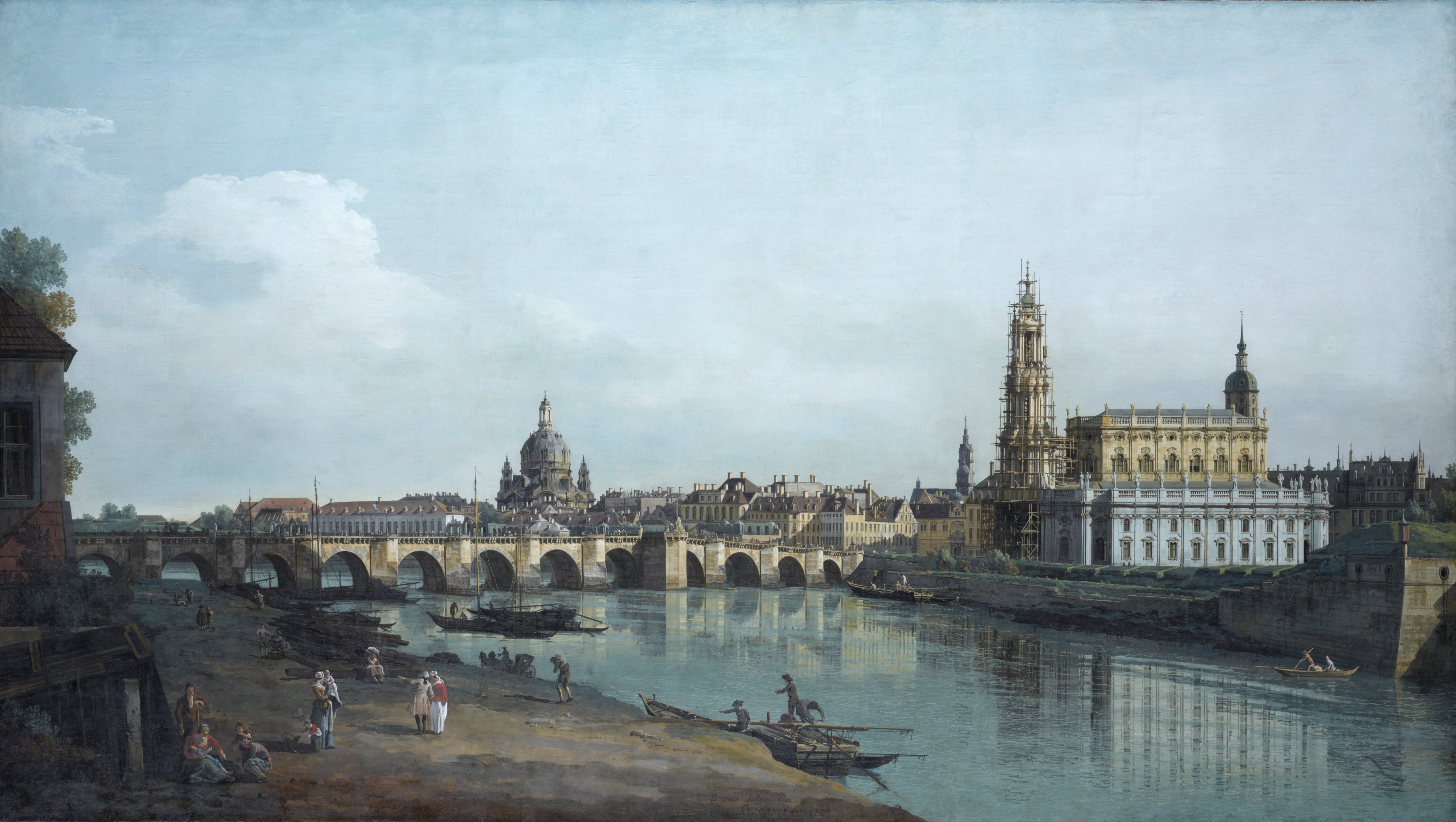
ベルナルド・ベッロット 『アウグスト橋下流のエルベ川右岸から見たドレスデン』(1748年)